# Kościół Świętego Krzyża w Słupsku
Kościół Świętego Krzyża w Słupsku – kościół należący do Parafii Ewangelicko-Augsburskiej Świętego Krzyża w Słupsku, należącej do diecezji pomorsko-wielkopolskiej Kościoła Ewangelicko-Augsburskiego w RP.

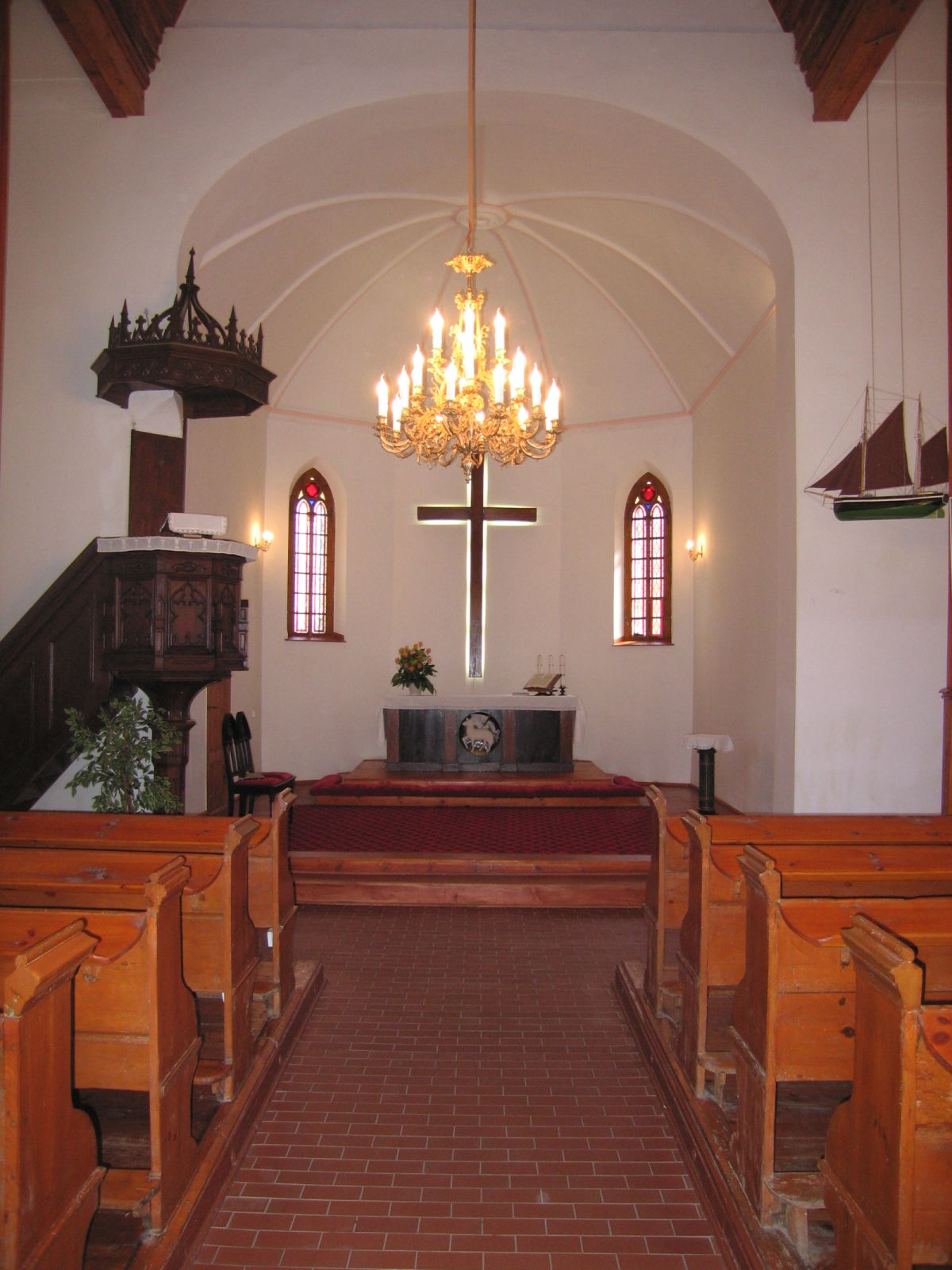
Wnętrze świątyni

## Historia[2]
Świątynia została zbudowana jako kościół staroluterański. Budowa rozpoczęła się w 1857 roku, zaprojektowana została przez C. Tapego. Projekt ten został przyjęty w dniu 29 października. W dniu 11 listopada, w rocznicę chrztu Marcina Lutra, został położony kamień węgielny. W dniu 28 sierpnia 1859 roku kościół został oficjalnie poświęcony i oddany do użytku. W 1906 roku w narożniku północnym została dobudowana zakrystia. W latach 1920–1932 kościół pełnił funkcję katedry (siedziby superintendenta, odpowiednik biskupa) Diecezji Północno-Wschodniej Kościoła Staroluterańskiego w Prusach.
Po zakończeniu II wojny światowej, w 1947 roku została utworzona parafia ewangelicko-augsburska, z inicjatywy polskich ewangelików. W październiku tego samego roku przejęli oni kościół św. Krzyża. Od 1977 roku w kościele odprawiano nabożeństwa również w języku niemieckim.
Po 1945 roku budowla była wielokrotnie remontowana (m.in. 1969–1973, 1980, 1990–1991, 2000, 2005–2012). W 1999 roku na wieży przy wejściu od strony ul. Prostej została umieszczona tablica informacyjna mówiąca o nazwie kościoła, którego własnością jest świątynia ("Kościół Ewangelicko-Augsburski /luterański/"). W 1997 roku wewnątrz kościoła została umieszczona tablica poświęcona założycielowi parafii ewangelicko-augsburskiej w Słupsku, zasłużonemu dla miasta lekarzowi dr Janowi Posmykiewiczowi.

## Architektura
Budowla charakteryzuje się zwartą, przysadzistą bryłą. Korpus na rzucie prostokątnym jest przykryty dwuspadowym dachem. Przy elewacji frontowej – zwróconej w kierunku południowo-zachodnim – posiada dwukondygnacyjną wieżę zakończoną rodzajem krenelażu i czterema niewielkimi sterczynami. Po przeciwnej stronie do korpusu przylega prostokątne – ze ściętymi narożnikami – prezbiterium i dawna zakrystia (obecnie sala Szkółki Niedzielnej). W ścianach bocznych oraz w wieży znajdują się duże okna zakończone ostrym łukiem. Budynek jest murowany (z cegły ceramicznej pełnej), częściowo otynkowany, posiada kamienne fundamenty. Łupek kryjący niegdyś dach zastąpiony został w 1990 roku płatami blachy cynkowej ułożonymi w caro.
Neogotycki charakter kościoła podkreśla detal – otwory okienne zamknięte łukiem ostrym z maswerkami i częściowo zachowanymi witrażami, maswerki – również w otworze drzwiowym. Zachowane lub odrestaurowane wyposażenie (ławki dla ponad 200 osób, drewniana ambona,  stolarka okienna i drzwiowa, krzesła w zakrystii) również utrzymane w neogotyckim stylu.
Do środka świątyni prowadzi portal umieszczony w wieży. Dwa rzędy kolumn, między które wpisane są arkady o ostrych łukach, dzielą kościół na nawę główną i dwie nawy boczne. Na kolumnach wspiera się drewniany sufit nawy głównej imitujący sklepienie kolebkowe. Nawy boczne przykryte są płaskimi, drewnianymi sufitami. Ołtarz z 1934 roku wykonany jest z drzewa dębowego z reliefem przedstawiającym baranka z chorągwią Kościoła.
Z lewej strony przy wejściu do prezbiterium usytuowano ambonę. Jej wieloboczny korpus wspiera się na drewnianym filarze. Całość zwieńczona jest baldachimem i ozdobiona dekoracją z płaskorzeźb. W okna wprawione są witraże o prostych formach geometrycznych. Nad nawą główną, dobudowaną toaletą i przeszkoloną zakrystią (z 2012 roku) znajduje się drewniana empora rozbudowana w 2007 roku, do której prowadzą podwójne tzw. policzkowe schody.
Budynek nie jest podpiwniczony. Kubatura obiektu wynosi około 2624 m³, powierzchnia użytkowa – około 258 m².

## Organy

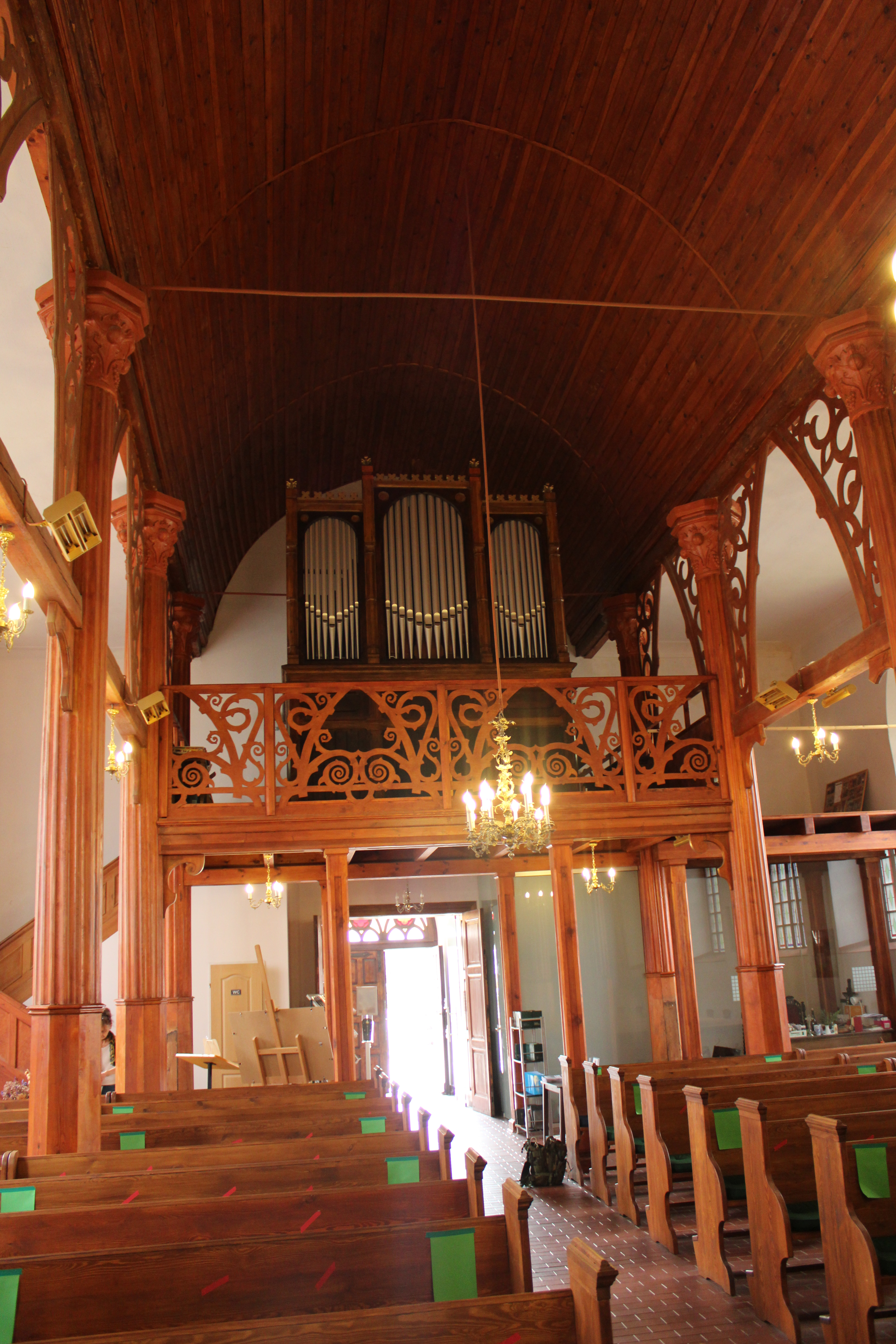
Wnętrze świątyni – empora organowa

W kościele znajdują się organy wykonane przez Świdnicką firmę Schlag und Söhne jako opus 444. Pierwotna ich lokalizacją był kościół ewangelicko-augsburski w Golasowicach. Pod koniec września 2006 roku instrument został rozebrany i przewieziony do kościoła w Słupsku, a w czerwcu 2007 roku instrument został złożony i jednocześnie wyremontowany wraz z przywróceniem mu oryginalnego brzmienia. Prace te wykonała firma SLJ Budowa Organów. W dniu 29 września 2007 roku na organach został zagrany pierwszy koncert przez dr. Jana Bokszczanina. Instrument posiada 10 głosów, 2 klawiatury, pneumatyczne: trakturę gry i trakturę rejestrów.